# Bay St. George South
Bay St. George South is een designated place en local service district op het eiland Newfoundland in de Canadese provincie Newfoundland en Labrador.

## Geografie
Het in 1982 opgerichte local service district (LSD) Bay St. George South bevindt zich aan de zuidkust van Bay St. George, een grote baai aan Newfoundlands westkust. Het LSD omvat negen dorpen die aan of nabij de oevers van die baai gelegen zijn, namelijk Heatherton, Robinsons, Cartyville, McKay's, Jeffrey's, St. David's, St. Fintan's, Lock Leven en Highlands. Ook het soms bij St. Davids gerekende gehucht Maidstone behoort tot Bay St. George South.
De plaatsen zijn gelegen aan Route 404 en Route 405, twee provinciale routes die aftakkingen van de Trans-Canada Highway zijn. Vier rivieren monden uit in zee op het grondgebied van het LSD, namelijk de Highlands River, de Middle Barachois, de Robinsons en de Crabbes.

## Demografie
Met een totaal van 1.135 inwoners (2021) heeft Bay St. George South het op een na grootste inwoneraantal van alle local service districts van Newfoundland en Labrador.
Demografisch gezien kent de designated place Bay St. George South, net zoals de meeste afgelegen gebieden op Newfoundland, de laatste jaren een dalende trend. Tussen 1996 en 2021 daalde de bevolkingsomvang van 1.692 naar 1.135. Dat komt neer op een daling van 557 inwoners (-32,9%) in 25 jaar tijd.
| Demografische ontwikkeling van Bay St. George South tussen 1996 en 2021 |
| ----------------------------------------------------------------------- |
|                                                                         |
| Bron: Statistics Canada (1996, 2001–2006, 2011–2016, 2021)              |

### Taal
In 2016 had bijna 98% van de inwoners van het LSD het Engels als moedertaal, alle anderen waren die taal machtig. Hoewel slechts vijf mensen (0,5%) het Frans als moedertaal hadden, waren er vijftien mensen (1,4%) die die andere Canadese landstaal konden spreken.